# دوست‌تیق (آلماتی)
دوست‌تیق  (به قزاقی: Dostyk) یک منطقهٔ مسکونی در قزاقستان است که در شهرستان آلاکل واقع شده‌است. دوستیک ۴٬۶۹۸ نفر جمعیت دارد.